# Gabriel Taltavull
Gabriel Taltavull Monjó (Ciudadela de Menorca, 10 de julio de 1921 - ib., 4 de marzo de 1989) fue un futbolista y entrenador español. Jugaba como delantero.

## Biografía
Taltavull nació en Ciudadela de Menorca y se formó como futbolista en equipos de la localidad, destacando por su manejo del balón. En 1942 se marchó a Madrid y fue contratado por el Atlético Aviación (actual Atlético de Madrid), lo que le convirtió en uno de los primeros jugadores menorquines en la máxima categoría. Allí permaneció cinco temporadas y disputó un total de 70 partidos. En 1947 fue traspasado al Gimnàstic de Tarragona, recién ascendido a Primera División, donde jugó 72 encuentros en tres años.
En 1950 fichó por el Valencia C. F. para sustituir a su jugador más representativo, Silvestre Igoa. Sin embargo, su actuación se vio mermada por las lesiones y su estilo de juego, muy diferente al de Igoa, no gustó a algunos aficionados valencianos. En 1953 fue cedido al C. D. Castellón de Tercera División por una temporada y a su regreso apenas jugó, lo que propició su retirada en 1955, con 33 años. En el total de su carrera disputó 147 partidos y marcó 47 goles.
En su carrera como entrenador, recaló en equipos modestos como el C. F. Martorell, C. F. Igualada, Unió Esportiva Lleida, Calvo Sotelo y C. E. Europa. Finalmente se retiró y regresó a Ciudadela, donde falleció el 4 de marzo de 1989.

## Trayectoria
| Club                   | País   | Año         |
| ---------------------- | ------ | ----------- |
| Atlético Aviación      | España | 1942 - 1947 |
| Gimnàstic de Tarragona | España | 1947 - 1950 |
| Valencia C. F.         | España | 1950 - 1953 |
| C. D. Castellón        | España | 1950 - 1953 |
| Valencia C. F.         | España | 1954 - 1955 |